# Gianfranco Leoncini
Gianfranco Leoncini (ur. 25 września 1939 w Rzymie, zm. 5 kwietnia 2019) – włoski piłkarz występujący na pozycji pomocnika oraz trener.

## Kariera sportowa
Podczas swojej kariery klubowej grał dla Juventusu, Atalanta BC i AC Mantova. Jedyne dwa mecze w reprezentacji rozegrał w 1966 roku, w tym jeden w finałach mistrzostw świata, ze Związkiem Radzieckim.